# Otok Largo (1948.)
Otok Largo (eng. Key Largo) je kriminalistički film  Johna Hustona s  Humphreyjem Bogartom,  Edwardom G. Robinsonom, Lauren Bacall,  Lionelom Barrymoreom i Claire Trevor. Bio je to četvrti i posljednji film filmskog i bračnog para Bogart-Bacall. Trevor je 1949. osvojila  Oscara kao najbolja sporedna glumica.
Film je adaptiran prema kazališnom komadu  Maxwella Andersona iz 1939., ali u stvarnosti nema puno veze s njim, iako se Andersonovo ime pojavljuje na špici. 

## Radnja
Frank McCloud (Bogart) posjećuje mali učmali hotel na Otoku Largo koji vode obogaljeni James Temple (Barrymore) i njegova snaha Nora (Bacall), udovica Frankova prijatelja iz  Drugog svjetskog rata. Hotel su privremeno zauzeli zloglasni gangster u bijegu Johnny Rocco (Robinson) i njegova banda.
Frank je isprva ravnodušan prema situaciji, ali Roccovo držanje prema svojoj ljubavnici alkoholičarki Gaye (Trevor) i njegova umiješanost u ubojstvo dvojice lokalnih Indijanaca i policajca uvjeravaju Franka da Rocco mora biti zaustavljen. Njegova šansa dolazi kad Rocco prisiljava Franka da upravlja brodom kojim banda namjerava pobjeći na  Kubu. Na moru, bez taoca za koje bi se morao brinuti, Frank ubija sve članove bande, jednog po jednog, Rocca na kraju. Nakon toga se vraća Nori.

## Glumci
- Humphrey Bogart - Frank McCloud
- Edward G. Robinson - Johnny Rocco
- Lauren Bacall - Nora Temple
- Lionel Barrymore - James Temple
- Claire Trevor - Gaye Dawn
- Thomas Gomez - Richard 'Curly' Hoff
- Harry Lewis - Edward 'Toots' Bass
- John Rodney - Zamjenik šerifa Clyde Sawyer
- Marc Lawrence - Ziggy
- Dan Seymour - Angel Garcia
- Monte Blue - Šerif Ben Wade
- William Haade - Ralph Feeney

## Razlike od predstave
U kazališnom komadu, gangsteri su  meksički banditi, a u pitanju je Španjolsko-američki rat, dok je Frank dezerter koji na kraju umire.

## Produkcija
Prema IMDb-u, film je navodno u potpunosti snimljen u samo 78 dana u studiju Warner Brosa, osim uvodnih scena na  Floridi. Druga verzija priče kaže kako je sniman na lokaciji u Karipskom klubu na Otoku Largo u južnoj Floridi.
Robinson je u prethodnim filmovima uvijek imao veći status od Bogarta. U ovom, Robinsonovo ime je postavljeno desno od Bogartova, ali se na posteru nalazi malo iznad, kao i u uvodnoj špici, što indicira Robinsonov skoro jednaki status. Robinsonova slika bila je i veća i postavljena u sredini postera.
Scene uragana koji odgađa bijeg bande je zapravo snimka preuzeta iz melodrame Night Unto Night s  Ronaldom Reaganom koja je snimljena iste godine u produkciji Warner Brosa.

## Vanjske poveznice
- Otok Largo u internetskoj bazi filmova IMDb-a